# 曲新久
曲新久（1964年11月—）山东省莱州市人。中华人民共和国刑法学家。

## 生平
曲新久生于1964年。1981年考入中国政法大学法律系，1985年7月毕业，获法学学士学位。同年考入中国政法大学研究生院，1988年7月毕业，获法学硕士学位。毕业之后留校任教，1988年至1990年12月任助教，1991年至1994年9月任讲师，1994年至1999年6月任副教授。1999年6月起，成为中国政法大学教授。此外他还兼职律师。

## 著作
- 曲新久，刑法的精神与范畴，中国政法大学出版社，2000年[1]